# John Paston
John Paston (* 10. Oktober 1421; † 21/22. Mai 1466 in London) war ein englischer Jurist und Landbesitzer. Er wurde zweimal in das Parlament gewählt. Paston und seine Frau Margaret (1421/22–1484) sind die Hauptverfasser der Paston Letters, die eine der bedeutendsten Quellen für die Gentry zur Zeit der Rosenkriege darstellen.

## Leben
Paston war der Sohn des Richters für Common Pleas William Paston (1378–1444) von Paston in Norfolk und seiner Frau Agnes († 1479), Tochter und Miterbin von Sir Edmund Barry von Orwellbury in Hertfordshire. Paston studierte Recht an Trinity Hall und Peterhouse in Cambridge. Im Jahr 1440 wurde er zum Inner Temple zugelassen. Die Pastons standen hinter dem Herzog von Norfolk und versuchten sich in der Gentry zu etablieren, während William, Herzog von Suffolk und die Norfolks jeweils versuchten einen größeren Einfluss in der Nachbargrafschaft zu gewinnen.
William Paston starb 1444 und der 22-jährige John versuchte die Güter der Familie zusammen zu halten. Kurz vor seinem Tod hatte der Vater nach zehnjährigem Rechtsstreit ein Herrenhaus in East Beckham übernommen. Das Anwesen ging 1745 an John Heydon von Baconsthorpe Castle, den Schwiegersohn des ehemaligen Besitzers verloren. Heydon stand in Verbindung mit dem Herzog von Suffolk. Drei Jahre später eignete sich Robert Hungerford, Lord Moleyns, vermutlich auf Anraten Heydons, Gresham Castle, ein befestigtes Herrenhaus der Pastons bei Gresham an. Das Objekt war 21 Jahre unbestritten im Besitz der Pastons gewesen. Nach dem Sturz Suffolks kam Gresham 1451 wieder in Pastons Besitz. Suffolks Witwe Alice (1404–1475) und Thomas, Lord Scales konnten jedoch die regionalen Machtverhältnisse wiederherstellen.
Paston stand in der Zeit der Thronfolgekämpfe auf Seiten des Hauses York. Er wurde 1447, 1456, 1457 und 1460–1466 zum Friedensrichter der Grafschaft Norfolk ernannt. Im letzten Parlament Heinrichs VII. und im ersten Eduards IV. war Paston als gewählter Knight of the Shire einer der Vertreter de Grafschaft. Sheriff John Howard ließ Paston wegen Streitigkeiten 1461 einige Zeit in das Fleet-Gefängnis werfen.

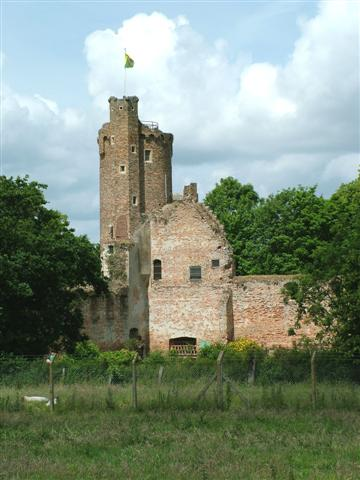
Ruinen von Caister Castle

In den 1450er Jahren wurde Paston einer der Anwälte und Verwalter des wohlhabenden und kinderlosen Sirs John Fastolf (Falstaff). Im Juni 1459 machte Fastolf ein Testament, in dem er anordnete in Caister Castle ein „College“ mit sieben Mönchen und sieben armen Männern zu gründen, die auf Dauer für sein Seelenheil beten sollten. Als Testamentsvollstrecker wurden eingesetzt William Waynflete, ehemaliger Lordkanzler und Bischof von Winchester, John Lord Beauchamp, Sir William Yelverton, der Sekretär William Worcester und sechs weitere Männer. Als Fastolf jedoch am 5. November 1459 starb, behauptete Paston, dieser habe zwei Tage vorher ein mündliches Testament (nuncupative will) abgegeben, wonach Paston allein für die Gründung des Colleges verantwortlich sein sollte. Als Verwalter des Nachlasses seien er und Fastolfs Kaplan eingesetzt. Als Gegenleistung für seine Bemühungen habe ihm Fastolf seine sämtlichen Ländereien in Norfolk und Suffolk gegen eine Zahlung von 4000 Mark übereignet. Inwieweit dies der Wahrheit entsprach ist unsicher, fest steht, dass Paston seit 1455 einer der einflussreichsten Berater des Verstorbenen war.
Paston nahm die Güter unmittelbar in Besitz. Einige der ursprünglichen Testamentsvollstrecker stellten die Rechtmäßigkeit jedoch in Frage. Der Herzog von Norfolk nahm Caister 1461 für einige Monate in Besitz. Yelverton und Gilbert Debenham erhoben Anspruch auf Cotton und Caldecott Hall in Suffolk. John, Duke of Suffolk, wollte 1465 seinen Besitz in Costessey mit Hellesdon und Drayton in Norfolk abrunden. Nach rechtlichen Auseinandersetzungen plünderten Suffolks Männer die Herrenhäuser und hinterließen einige Zerstörungen. Im Verlauf der Streitigkeiten wurde Paston 1464 und 1465 zweimal im Fleet-Gefängnis inhaftiert. Im Januar 1466 veranlasste Anthony Woodville, Lord Scales, die Beschlagnahme von Pastons Besitz in Norwich und behauptete, Paston sei ein Leibeigener der Krone.

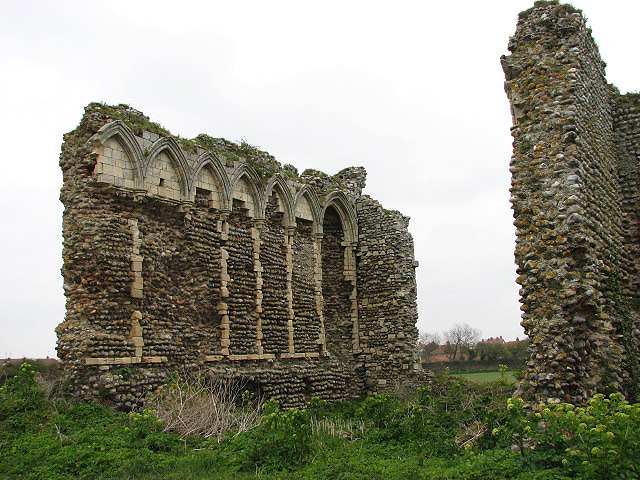
Ruinen der Broomholm Priory

William Yelverton ließ 1464 Pastons Version des Testaments vor dem Court of Audience in Canterbury anfechten. John Paston starb am 21. oder 22. Mai 1466 in London im Alter von 44 Jahren und wurde in der Bromholm Priory in Norfolk beigesetzt. Das Gericht hatte noch keine Entscheidung getroffen. Die Auseinandersetzung wurde 1470 durch Bischof Waynflete zuungunsten der Erben Pastons entschieden, nachdem Fastolfs Kaplan die Seiten gewechselt hatte. Waynflete sicherte sich einen großen Teil des Fastolfschen Erbes, der letzte Wille des Erblassers blieb unberücksichtigt.

## Ehefrau und Kinder
John Paston heiratete, arrangiert von seinem Vater, zwischen April und November 1440 Margaret, Tochter und Erbin des Sirs John Mautby von Mautby. Sie war 1421 oder 1422 geboren und brachte eine Erbschaft von neun Herrenhäusern in die Ehe. Wertvoll für den jungen Juristen waren auch ihre familiären Beziehungen. Ihre Mutter war eine geborene Berney und die adligen Berneys hatten Besitz in Reedham und waren mit John Fastolf verwandt. Sie wurde Mutter von sieben Kindern: Sir John Paston (II) (1442–1479), Sir John (III) Paston (1444–1504), Edmund († (vor) 1504), Margery (* 1450), Walter (~1456–1479), Anne († 1494/5) und William (~1459, seit etwa 1503 geisteskrank).
Margaret Paston wurde 1448 von ihrem Mann nach Gresham Castle geschickt um nach erfolglosen Verhandlungen und Gerichtsverfahren das verlorene Herrenhaus zu besetzen. Dort wurde sie von Lord Moleyne und seinen Gefolgsleuten mit ihren Dienern vertrieben. Sie gab ihrem Mann 1449 den brieflichen Rat sich mit dem Herzog von Suffolk auszusöhnen.
Ihrem ältesten Sohn gab Margaret Paston wie die Großmutter Agnes Paston († 1479) nur zögernd kleine Kredite zu Gunsten der jüngeren Geschwister. Er diente am Hof von Eduard IV. und hatte 1463 den Ritterschlag erhalten. Margery hatte 1469 heimlich ihren Geliebten, den besitzlosen Gutsverwalter Richard Calle, geheiratet. Ihre Mutter bemühte vergeblich den Bischof von Norwich, die nicht standesgemäße Ehe zu annullieren. Auseinandersetzungen gab es auch um den Unterhalt von Walter, der 1479 wenige Wochen nach der erfolgreichen Absolvierung seines Studiums in Oxford an der Beulenpest starb. Als sein ältester Bruder John im selben Jahr starb, hatte der Vater noch kein Epitaph erhalten.
Margaret starb 1484. Sie verfügte an ihrem Heimatort Mautby begraben zu werden. Ihr Grabstein trägt das Familienwappen der Mautbys.
Drei Jahre nach ihrem Tod kämpfte John Paston in der Schlacht von Stoke. John de Vere, Graf von Oxford schlug ihn noch auf dem Feld zum Ritter. Paston diente diesem, bis er 1504 starb. Mit ihm gehörten seine Kinder endgültig zur Gentry. Sein Nachkomme Robert Paston wurde 1673 als Viscount und 1679 als erster Earl of Yarmouth in die Peerage aufgenommen. Sein Sohn William heiratete Charlotte FitzRoy (1650–1684), die natürliche Tochter von Karl II. Hoch verschuldet, hatte er zu Lebzeiten die ersten der Paston Briefe verkauft. Mit ihm ist der Mannesstamm der Familie erloschen.

## Die Paston-Briefe
Die Paston-Briefe (Paston Letters) decken die Jahre von etwa 1420 bis um 1500 ab, Schwerpunkt sind die Jahre zwischen 1440 und 1480, als die Familie um ihren Aufstieg und ihre Liegenschaften kämpfte. Von John Paston sind über 250 Briefe erhalten, von seiner Frau Margaret über 100, die sie von Angestellten in ihrem Namen schreiben ließ.
Sie sind „die reichste Quelle für jeden Aspekt des Lebens“ von Männern und Frauen der Gentry des englischen Mittelalters. Die Briefe wurden zwischen 1787 und 2004 in verschiedenen Ausgaben ediert.

## Künstlerische Rezeption
Als Vertreterin der Frauen des Mittelalters widmete Judy Chicago Margaret Paston eine Inschrift auf den dreieckigen Bodenfliesen des Heritage Floor der 1974 bis 1979 entstandenen Installation The Dinner Party. Die mit dem Namen Margaret Paston beschrifteten Porzellanfliesen sind dem Platz mit dem Gedeck für die Lyrikerin und Philosophin Christine de Pizan zugeordnet.